# Eugenio Schettini
Eugenio Francisco Schettini (Buenos Aires, 4 de octubre de 1913- 1991) fue un militar argentino, perteneciente al Ejército Argentino, que alcanzó la jerarquía de Coronel. Ocupó el cargo de Intendente de la Ciudad de Buenos Aires designado por el presidente de facto Juan Carlos Onganía entre el 6 de julio de 1966 y el 6 de septiembre de 1967.

## Carrera
Schettini egresó como Subteniente de Artillería del Colegio Militar de la Nación. Su último destino militar fue la dirección del Liceo Militar General San Martín en 1958. Su designación como intendente se habría motivado en una vieja deuda que tenía Juan Carlos Onganía con él, ya que en 1955 salvó su carrera como militar ante la inminencia de ser expulsado del Ejército en los últimos días de la presidencia de Juan Domingo Perón.
Schettini fue el primer intendente de Buenos Aires en impulsar iniciativas para «erradicar» villas miserias con el apoyo del gobierno nacional. El plan consistía en desalojar a los pobladores de viviendas carenciadas a las orillas del río Matanza y del río Reconquista para trasladarlos a complejos habitacionales que los mismos beneficiarios costearían. El plan rápidamente fracasó dada la imposibilidad de los habitantes de las villas de pagar las viviendas.
Durante su gestión se inauguró el Planetario Galileo Galilei el 20 de diciembre de 1966, cuya construcción había comenzado en 1962. En el ámbito cultura, para complacer a Onganía, decide la prohibición de la ópera «Bomarzo», inspirada en la obra de Manuel Mujica Lainez. El motivo oficial de la censura era que «ofendía a la moral y al cristianismo», ya que tenía referencias a la homosexualidad. La censura promovida por la Revolución Argentina llegó a extremos tales que Schettini ordenó el secuestro de revistas de moda como «Para ti», entre otras, porque tenía fotografías de mujeres en minifaldas. Fue finalmente reemplazado por Manuel Iricíbar en septiembre de 1967.